# Tetramorium solidum
Tetramorium solidum är en myrart som beskrevs av Carlo Emery 1886. Tetramorium solidum ingår i släktet Tetramorium och familjen myror. Inga underarter finns listade i Catalogue of Life.